# Понеретка
Понеретка — частично подземная река в Боровичском районе Новгородской области России. Левый приток Мсты, памятник природы.
Берёт начало из озера Шитиково на высоте 159 м над уровнем моря. Понеретка впадает в Мсту в районе Боровичских порогов.
Предполагается, что название произошло от слова «поноры» — отверстия в земле, в которые река скрывается за несколько километров до впадения во Мсту. В пещерной системе Понеретки есть подземные залы, лазы, поноры.
Мста популярна среди любителей экстремального каякинга, так как километровый участок реки у пещеры доступен для прохождения на каяках.
На левом притоке Понеретки находится деревня Вишма. В водосборном бассейне реки множество озёр: Шедомец, Конопелиц, Шитиково, Лонев.